# 122 Leadenhall Street
122 Leadenhall Street è un indirizzo di Leadenhall Street a Londra, dove si trova il Leadenhall Building, alto 225 m. Il grattacielo commerciale, inaugurato nel luglio 2014, è stato progettato da Rogers Stirk Harbour + Partners ed è informalmente conosciuto come The Cheesegrater ("grattugia") per la sua forma a cuneo. Si tratta di una serie di nuovi grattacieli recentemente completati o in costruzione nel quartiere finanziario della City di Londra, tra cui The Walkie Talkie (20 Fenchurch Street), TwentyTwo (22 Bishopsgate, ex The Pinnacle) e The Scalpel (52-54 Lime Street).
Il sito è adiacente al palazzo del Lloyd, anch'esso disegnato da Rogers, che è la sede attuale del mercato assicurativo Lloyd's di Londra. Fino al 2007 il sito Leadenhall era occupato da un edificio del 1960 di proprietà di British Land e progettato da Gollins Melvin Ward Partnership. Questo edificio venne demolito in preparazione alla riqualificazione del sito. Nel dicembre 2009, il sito fu completamente cancellato ma la costruzione rimase in fase di stallo. Il progetto, inizialmente ritardato a causa della crisi finanziaria, fu dunque rilanciato nel mese di ottobre 2010 ed attualmente Oxford Properties gestisce della struttura in collaborazione con British Land.
Nel maggio 2013, i co-sviluppatori hanno annunciato che oltre il 51% dell'edificio è stato assegnato con contratti di locazione stipulati con la multinazionale Aon e la società di assicurazioni Amlin.